# Lista stacji i przystanków kolejowych w Dolinie Aosty
To jest lista stacji kolejowych w Dolinie Aosty, będących własnością Rete Ferroviaria Italiana, oddziału włoskiej firmy państwowej Ferrovie dello Stato.

## Lista
| Stacja                  | Miejsce           | Prowincja     | Kategoria |
| ----------------------- | ----------------- | ------------- | --------- |
| Aosta                   | Aosta             | Valle d’Aosta | Gold      |
| Arvier                  | Arvier            | Valle d’Aosta | Bronze    |
| Avise                   | Avise             | Valle d’Aosta | Bronze    |
| Châtillon-Saint Vincent | Châtillon         | Valle d’Aosta | Silver    |
| Derby                   | Derby             | Valle d’Aosta | Bronze    |
| Donnas                  | Donnas            | Valle d’Aosta | Bronze    |
| Hone-Bard               | Hône              | Valle d’Aosta | Bronze    |
| La Salle                | La Salle          | Valle d’Aosta | Bronze    |
| Morgex                  | Morgex            | Valle d’Aosta | Bronze    |
| Nus                     | Nus               | Valle d’Aosta | Bronze    |
| Pont Saint Martin       | Pont-Saint-Martin | Valle d’Aosta | Silver    |
| Pré Saint Didier        | Pré-Saint-Didier  | Valle d’Aosta | Bronze    |
| Saint Pierre            | Saint-Pierre      | Valle d’Aosta | Bronze    |
| Sarre                   | Sarre             | Valle d’Aosta | Bronze    |
| Verrès                  | Verrès            | Valle d’Aosta | Silver    |
| Villeneuve              | Villeneuve        | Valle d’Aosta | Bronze    |